# 迈克尔·J·莫斯利
迈克尔·J·莫斯利（英語：Michael J. Mosley，1957年3月22日—2024年6月5日）是一位印度出生的英国制片人，1985年进入BBC工作，制作过《第一秀》以及许多有关生物与医药有关的节目，主要科普作品有《我们如何到现在》（The Story of Science: Power, Proof and Passion，为《科學的故事：權力、證據與激情》的文字版，与同为BBC编剧的约翰·林奇合著）等。
2024年6月5日，莫斯利與家人在希臘錫米島度假時，從聖尼古拉斯海灘出發，步行前往錫米鎮時失蹤。經過搜索後，於6月9日發現遺體。